# Очима молодих
«Очи́ма молоди́х» — естрадна група при Укрконцерті, створена 1970 року Олексієм Поповим.
Припинила діяльність 1987 року.

## Склад
Програми виступів писав поет, естрадний драматург, професор, доктор педагогічних наук Віктор Синьов.
До колективу входили переважно випускники Київської студії естрадного мистецтва: 
- Олексій Попов — конферансьє,
- Валентина Попова — танець,
- Тетяна і Валерій Кузнєцови — еквілібристи,
- Микола Невідничий — український гумор,
- Віра Галушка, Діна Таранович, Володимир Мельниченко, Микола Мельников — вокал,
- Аркадій Пупон — жонглер,
- Галина і Степан Савки — фокуси.

З групою концертував вокально–інструментальний ансамбль
- Іван Таранович — керівник
- Михайло Павловський — клавішні,
- Михайло Кеймах — труба,
- Деміс Апазідіс — гітара, вокал,
- Костянтин Солнцев — бас–гітара,
- Петро Нєсін — ударні.
- Сергій Шумейко — звукорежисер

## Географія виступів
Група концертувала в Україні, Москві, Ленінграді, на БАМі, у Зоряному містечку (містечко космонавтів) та інших містах СРСР.